# Cowirra
Cowirra är en ort i Australien. Den ligger i kommunen Mid Murray och delstaten South Australia, omkring 67 kilometer öster om delstatshuvudstaden Adelaide. Antalet invånare är 250.
Runt Cowirra är det mycket glesbefolkat, med 4 invånare per kvadratkilometer.. Närmaste större samhälle är Mannum, nära Cowirra. 
Trakten runt Cowirra består till största delen av jordbruksmark. Genomsnittlig årsnederbörd är 419 millimeter. Den regnigaste månaden är juli, med i genomsnitt 68 mm nederbörd, och den torraste är december, med 8 mm nederbörd.